# 没食子酸ドデシル
没食子酸ドデシル(Dodecyl gallate)は、ドデカノールと没食子酸のエステルである。食品添加物としては、E番号312で、抗酸化物質や防腐剤として用いられる。